# Stylianos G. Kapsomenos
Stylianos Georgiou Kapsomenos, zeitweise auch Kapsomenakis (griechisch Στυλιανός Γεωργίου Καψωμένος, auch Καψωμενάκης, * 29. November 1907 in Chania; † 15. Mai 1978) war ein griechischer Gräzist und Sprachwissenschaftler.
Kapsomenos absolvierte von 1924 bis 1928 ein Studium der Philologie an der Universität Athen. Daran schloss er weitere Studien an der Universität Pavia an. Zu Forschungszwecken hielt er sich in Deutschland auf und arbeitete zusammen mit Rudolf Pfeiffer und vor allem Franz Dölger in München sowie mit Wilhelm Schubart in Berlin an einer Grammatik der griechischen Papyri nachchristlicher Zeit. 1942 wurde er zum wissenschaftlichen Mitarbeiter der Akademie von Athen ernannt. Von 1944 bis 1973 hatte er eine Professur für altgriechische Philologie an der Universität Thessaloniki inne. Er war lange Jahre Mitglied des Verwaltungsrats des dortigen Ινστιτούτο Νικολάου Π. Ανδριώτη «Ιστορία της ελληνικής γλώσσας». 

## Schriften (Auswahl)
- Voruntersuchungen zu einer Grammatik der Papyri der nachchristlichen Zeit. (= Münchener Beiträge zur Papyrusforschung und antiken Rechtsgeschichte, Band 28) C.H. Beck, München 1938. – Rezension von Paul Collart, in: Revue des Études Grecques Band 52, 1939, S. 552–553, (online).
- Από την ιστορία της ελληνικής γλώσσας. Η ελληνική γλώσσα από τα ελληνιστικά ως τα νεώτερα χρόνια. Θεσσαλονίκη, Αριστοτέλειο Πανεπιστήμιο Θεσσαλονίκης, Ινστιτούτο νεοελληνικών σπουδών (Ιδρυμα Μανόλη Τριανταφυλλίδη), [s. l.] 1985, (Inhaltsverzeichnis online)
- Από το λεξιλόγιο των Ελλήνων Καλαβρίας. 1949.
- Das Griechische in Ägypten. (s. l. [Schweiz]) 1953.
- Die griechische Sprache zwischen Koine und Neugriechisch. Berichte zum XI. Internationalen Byzantinisten-Kongress, München 1958.
- Sophokles’ Trachinierinnen und ihr Vorbild. Eine literargeschichtliche und textkritische Untersuchung (= Το πρότυπον των Τραχίνιων του Σοφοκλέους. Γραμματολογική και κριτική έρευνα.) Ελληνική Ανθρωπιστική Εταιρεία, Athen 1963.